# إدي غيل
إدي غيل (بالإنجليزية: Eddie Gale)‏ هو ملحن أمريكي، ولد في 15 أغسطس 1941 في بروكلين في الولايات المتحدة.

## وصلات خارجية
- إدي غيل على موقع ميوزك برينز (الإنجليزية)
- إدي غيل على موقع أول ميوزيك (الإنجليزية)
- إدي غيل على موقع ديسكوغز (الإنجليزية)